# 6372 Вокер
6372 Вокер (6372 Walker) — астероїд головного поясу, відкритий 13 травня 1985 року.
Тіссеранів параметр щодо Юпітера — 3,121.